# Åke Nauman
Frans Åke Theodor Nauman (Stockholm, 28 maart 1908 – aldaar, 18 mei 1995) was een Zweeds waterpolospeler.
Åke Nauman nam als waterpoloër eenmaal deel aan de Olympische Spelen; in 1936. In 1936 maakte hij deel uit van het Zweedse team dat als zevende eindigde. Hij speelde alle zeven wedstrijden.
Nauman speelde voor de club Stockholms KK.
Göte Andersson · 
Bertil Berg · 
Erik Holm · 
Tore Lindzén · 
Tore Ljungqvist · 
Åke Nauman · 
Gösta Persson · 
Sven-Pelle Pettersson · 
Runar Sandström · 
Georg Svensson